# المرقب (إب)

تعديل مصدري - تعديل

المرقب محلة تابعة لقرية المحل، التابعة لعزلة البحريين بمديرية إب إحدى مديريات محافظة إب في الجمهورية اليمنية.، بلغ تعداد سكانها 21 حسب تعداد اليمن لعام 2004.